# 선철

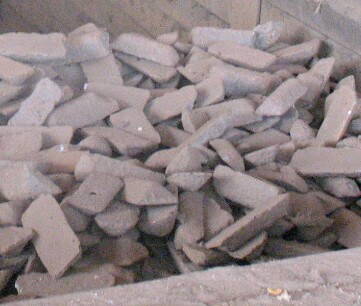
선철

선철(銑鐵, 영어: pig iron)은 철광석이 용광로에서 환원되어 만들어진 철이다. 약 4%의 탄소가 함유되어 있어 단단하고도 부서지기 쉽다. 강철의 원료로 쓰인다. 선철은 산업혁명의 물결을 타고 석탄이 제철에 이용되기 시작한 1820년대부터 생산되었다.

## 어원
선철 주괴에 사용되는 거푸집의 전통적인 모양은 모래에서 형성된 가지 구조이며, 많은 개별 주괴가 중앙수로 또는 "달리기"에 직각으로 형성되어 있으며, 암탉이 돌봐 주는 돼지 한 마리와 유사하다. 쇠가 식고 굳으면 작은 솥(돼지)이 단순히 주자(모돈)에서 떨어져 나와 '선철'이라는 이름이 붙었다. 선철은 재용융을 목적으로 하기 때문에 솥의 크기가 고르지 않고 모래가 소량 포함되어 주조와 취급이 용이하다는 점에서 별 문제가 되지 않다.

## 역사
고대 유럽과 중동에서는 연철을 제련하고 생산하는 것이 알려졌지만, 직접 환원에 의해 괴철로에서 생산되었다. 슬래그에 분산된 선철의 작은 프릴은 모든 철로에서 생산되지만, 용광로에서 철이 액체로 상전이 되는 것은 피할 수 있는 현상이었다: 이 구상체들은 가단성이 없어서 한 조각으로 망치질할 수 없고, 선철을 강철로 탈탄하는 것은 중세 기술을 사용하는 매우 지루한 과정이었기 때문에 중세 이전의 유럽에서는 슬래그와 함께 프릴이 폐기되었다.
중국인들은 후에 주 왕조 (기원전 256년에 끝났음)에 선철을 만들고 있었다. 스웨덴의 라피탄과 같은 용광로는 12세기로 거슬러 올라갈 수 있고, 일부는 13세기로 거슬러 올라가며, 현재 독일 웨스트팔리아의 일부인 마르크 현에 있다. 이러한 북유럽의 발전이 중국의 발전에서 비롯된 것인지는 아직 밝혀지지 않았다. 바그너는 실크로드를 따라 중국과의 페르시아 접촉, 바이킹과 페르시아의 접촉을 통해 가능한 연결고리를 상정했지만, 바이킹과 라피탄 사이에는 시간적인 차이가 있다.